# HD64972
HD64972 — хімічно пекулярна зоря спектрального класу
B8 й має видиму зоряну величину в смузі V приблизно  7,2.

## Пекулярний хімічний склад
Зоряна атмосфера HD64972 має підвищений вміст 
Si
.